# Веласкес, Лиззи
Эли́забет Энн «Ли́ззи» Вела́скес (англ. Elizabeth Ann "Lizzie" Velásquez [ˈlɪzi vəˈlæskɛz]; род. 13 марта 1989, Остин, Техас) — американский блогер, писательница, оратор-мотиватор. Носительница редчайшей болезни — синдрома Видемана — Раутенштрауха. Кроме неё этим синдромом болеют только один или два человека в мире.

## Биография
При росте 152 см вес тела Лиззи никогда не превышал 29 кг. В отличие от больных анорексией, Веласкес не стремится максимально сбросить вес, её организм не в состоянии его набрать. Она употребляет от 5000 до 8000 килокалорий в день, когда среднестатистический житель США — 3770 килокалорий.
Будучи носителем редкого синдрома, Лиззи участвует в медицинских исследованиях Юго-западного медицинского центра Техасского университета, учёные которого утверждают, что её болезнь может быть формой прогероидного синдрома новорождённых (neonatal progeroid syndrome, NPS).
В четыре года Лиззи ослепла на правый глаз; левый также плохо видит. Кроме того, у неё слабый иммунитет.